# Antocha tuberculata
Antocha tuberculata là một loài ruồi trong họ Limoniidae. Chúng phân bố ở miền Cổ bắc.